# Bugunzha
Bugunzha (del ruso: Бугунжа) es un posiólok del raión de Mostovskói del krai de Krasnodar, en el Cáucaso de Rusia. Se encuentra situada a orillas del río Bugunzh, afluente del río Jodz, de la cuenca del río Kubán, 38 km al sudoste de Mostovskói y 170 km al sudeste de Krasnodar, capital del krai. Tenía 9 habitantes en 2010.
Pertenece al municipio Bágovskoye.